# Cyklohepten
Cyklohepten je sedmiuhlíkatý cykloalken s teplotou vzplanutí −6,7 °C. Využití má v organické syntéze a jako monomer při výrobě polymerů.
Vytváří cis a trans-izomer.

## Trans-cyklohepten
Cyklohepten se obvykle vyskytuje jako cis-izomer, ale lze získat i trans-cyklohepten, například singletovou fotosenzitivizací cis-cykloheptenu ultrafialovým zářením za přítomnosti methylbenzoátu při −35 °C.
Dvojná vazba trans-izomeru vykazuje značné kruhové napětí.
U jednoduchých alkenů jsou všechny atomy navázané na alkenovou skupinu ve stejné rovině; v případě trans-cykloheptenu ovšem velikost kruhu takovéto uspřádání znemožňuje, protože se zbylé tři uhlíky nemohou přiblížit dostatečně na to, aby mohly uzavřít kruh (v souladu s Bredtovým pravidlem), což vede k neobvyklým vazebným úhlům a/nebo prodloužení vazeb. Část takto vzniklého napětí se uvolňuje pyramidalizací alkenových uhlíků a jejich vzájemnému otočení. Pyramidalizační úhel činí přibližně 37° (0° odpovídá běžné rovinné geometrii) a vychýlení orbitalu p o 30,1°. U ethenu činí bariéra rotace kolem dvojné vazby přibližně 270 kJ/mol a snížit ji lze jen o energii trans-izoeru, přibližně 125 kJ/mol, takže by trans-cyklohepten měl být podobně stálý jako trans-cyklookten; ovšem není a rychle se izomerizuje na cis-cyklohepten. Izomerizace trans-cykloheptenu neprobíhá skrz rotaci alkenové vazby, ale jiným způsobem, vyžadujícím méně energie. Na základě pozorované kinetiky druhého řádu se předpokládá, že trans-cyklohepten nejprve vytvoří diradikálový dimer. Cyklické radikály poté změní geometrii a utvoří méně napjatou konformaci, a nakonec se dimer rozpadne na dvě molekuly cis-cykloheptenu.